# Euzosteria metallica
Euzosteria metallica är en kackerlacksart som beskrevs av Shaw 1914. Euzosteria metallica ingår i släktet Euzosteria och familjen storkackerlackor. Inga underarter finns listade i Catalogue of Life.